# Blera scitula
Blera scitula là một loài ruồi trong họ Ruồi giả ong (Syrphidae). Loài này được Williston mô tả khoa học đầu tiên năm 1882. Blera scitula phân bố ở miền Tân bắc